# Карлос Саладригас Саяс
Карлос Саладригас Саяс (на испански: Carlos Saladrigas Zayas) е кубински политик. Той е първи министър-председател на Куба от 1940 г. до 1942 г.

## Биография
Саяс е юрист-нотариус, като е бивш народен представител (1936 – 1940), министър на правосъдието (1934), външен министър (1933, 1955 – 1956), министър-председател на Куба (1940 – 1942), посланик във Великобритания и кандидат за президент на изборите през 1944 г.
Син е на Енрике Саладригас Лунар и Мария Луиза Саяс Диаго. Жени се за съпругата си Мария де лас Мерседес Гонсалес-Йоренте през 1923 г. и имат две деца, Глория и Карлос Саладригас Гонсалес-Йоренте. По-късно сключва брак с Есперанса Пласенсия дел Песо и трети път с Чуса Карийо.